# Степан (Вапрович)
Степа́н Вапро́вич (1 травня 1899, Іване-Пусте — 2 березня 1964, там само) — український церковний діяч, педагог, місіонер серед українців греко-католиків у Аргентині (1927—1935), підпільний єпископ Станиславівської єпархії УГКЦ.

## Життєпис
Народився в Іване-Пусте на Борщівщині. Після закінчення Станиславівської духовної семінарії висвячений на священника в 1926 році єпископом Григорієм Хомишиним. Рік часу після висвячення був адміністратором парафії в селі Ценява Коломийського деканату Станіславівської єпархії.

### Душпастирська праця в Аргентині
17 вересня 1927 року разом з отцем Степаном Турчином приїхав для духовної обслуги українських емігрантів до провінції Місіонес в Аргентині. Наступного року о. Турчин, внаслідок погіршення здоров'я та важких умов праці, повернувся до Галичини і о. Вапрович упродовж наступних шести років залишався єдиним українським греко-католицьким священником, який стабільно перебував у Аргентині.
Будівничий греко-католицьких храмів, при яких засновував українські школи, церковні товариства, театральні гуртки. «Сам о. Вапрович був вдачі спокійної, згідливої, сильної волі, дуже добрий організатор, повний любови до свого стада, музик, композитор, режисер — талановита людина і Божого духа».
В 1935 році о. Вапрович передав свою місіонерську працю (11 церков і каплиць, з яких 5 побудованих за його ініціативою) Чинові отців василіян, а сам повернувся до Галичини, щоб відпочити і набратися сили для місіонерської праці, яку після планував продовжувати в Буенос-Айрес.
Написав і видав брошуру про українську еміграцію в Аргентині: Вапрович С. Аргентина: українська еміграція в ній.  — Львів: Видавнича спілка «Діло», 1935.  — 33 С.
Після повернення до Галичини, отримав призначення на посади професора і префекта Станіславівської семінарії (1935—1939). В 1939—1941 роках працював на Лемківщині. В 1943 році став завідувачем єпископської катедри в Станіславові.

### Єпископ підпільної УГКЦ
З поверненням радянської влади, передчуваючи свій арешт, єпископ Григорій Хомишин підготував і залишив собі заміну. Він висвятив на підпільних єпископів-помічників о. Симеона Лукача, о. Івана Слезюка і о. Степана Вапровича.
Вночі 11 квітня 1945 року радянська влада провела ревізію в єпископській палаті і арештувала обох єпископів Григорія Хомишина та Івана Лятишевського. Отця (єпископа) Степана Вапровича допитували впродовж 36 годин без їжі, сну і відпочинку. Потім його відпустили. Того ж року вивезли його на Схід, де він працював столярем упродовж п'яти років. 1950 році він повернувся на рідну землю і працював на ремонті мостів у горах. Щойно в 1957 році він повернувся до рідного села і оселився в домі рідної сестри.
За іншою версією, єпископ Степан Вапрович зміг уникнути арешту і переховувався у Карпатах, тому не міг проводити активної архипастирської діяльності.
Помер 2 березня 1964 року в Іване-Пусте і там похований.